# Westerdykella purpurea
Westerdykella purpurea är en svampart som först beskrevs av Cain, och fick sitt nu gällande namn av Arx 1976. Westerdykella purpurea ingår i släktet Westerdykella och familjen Sporormiaceae.   Inga underarter finns listade i Catalogue of Life.